# الجزائر في الألعاب الأولمبية الصيفية 1984
الجزائر في الألعاب الأولمبية الصيفية 1984 شاركة الجزائر في ألعاب أولمبية صيفية 1984 ببرشلونة الأسبانية ب 32 ريلضي في 4 رياضات وفازت ب 2 برونزية في الملاكمة
| المتوجون   | ذهبية | فضية | برونزية |
| ---------- | ----- | ---- | ------- |
| محمد زاوي  |       |      | 1       |
| مصطفى موسى |       |      | 1       |